# Thiên hoàng Junnin
Thiên hoàng Thuần Nhân (淳仁天皇 (Thuần Nhân Thiên Hoàng) Junnin-Tennō, 733 - 10 tháng 11, 765) là thiên hoàng thứ 47 của Nhật Bản theo truyền thống thứ tự kế thừa ngôi vua. Triều đại của ông kéo dài những năm 758 đến 764

## Tường thuật truyền thống
Ông có tên thật là Ōi -shinnō, là con trai thứ 7 của hoàng thân Toneri và là cháu trai của Thiên hoàng Tenmu. Sau khi cha mất năm ông lên ba tuổi, ông sống một cuộc sống khắc khổ trong sự ghẻ lạnh của hoàng tộc. Trong các tài liệu cũ của Nhật Bản, ông thường được gọi tắt là Haitei. Tên thụy của ông được Thiên hoàng Meiji truy phong sau 1.100 năm nữa.

## Trị vì
Năm 757, Thiên hoàng Koken bổ nhiệm ông làm thái tử thay vì chọn hoàng tử Funado theo chiếu chỉ của Thiên hoàng Shōmu.  Trong năm thứ mười của mình, vào ngày 07 tháng 9 năm 758 dương lịch (năm Tenpyō-shōhō thứ 2, 1 tháng 8), Thiên hoàng Kōken thoái vị và nhường ngôi cho cháu mình - lên ngội hiệu là Junnin. Cùng năm này, Thiên hoàng ban cho Fujiwara no Nakamaro tên mới là Emi no Oshikatsu. Nhưng sự xuất hiện của viên sư thầy Phật giáo là Dokyo do Thái thượng hoàng triệu vào cung đã làm quan Emi và Dôkyô có một quan hệ đối lập. Năm 764 (Tenpyô Hôji 8), Emi Oshikatsu bèn cử binh mưu phản nhưng bị đánh dẹp và chết. Sử chép đó là cuộc loạn Emi Oshikatsu. 
Từ năm 758 vua Bột Hải Văn Vương của vương quốc Bột Hải cũng tăng cường ngoại giao và thương mại với Nhật Bản hòng gây sức ép với địch thủ Tân La ở mặt Nam. Người Bột Hải tự hào là người thừa kế của Cao Câu Ly. Các thư tín gửi cho Thiên hoàng Nhật Bản chỉ ra rằng các vị vua Bột Hải tự nhận mình là "vua Cao Câu Ly".
Với hai lần Nhật Bản bị vua Tân La Cảnh Đức Vương xúc phạm, từ sau năm 758, Thiên hoàng Junnin yêu cầu vương quốc Bột Hải (đời vua Bột Hải Văn Vương) cùng họ tấn công Tân La. Bột Hải và Nhật Bản đã nhiều lần cho sứ giả đi lại với nhau trong những năm 759 đến năm 761 để lên kế hoạch cho cuộc tấn công vào Tân La.
Năm 760, Thiên hoàng Junnin ban hành đồng tiền mới có tên Mannen Ten-hō. Nó có hai loại: đồng bạc (Teihei Genhō) và đồng vàng (Kaiki Shōhō).
Vua Tân La Cảnh Đức Vương có thể đã biết về những kế hoạch của Bột Hải và Nhật Bản muốn tấn công gọng kìm vào Tân La và đã chuẩn bị bằng cách xây dựng sáu lâu đài dọc theo biên giới với vương quốc Bột Hải vào năm Đại Hưng thứ 25 (năm 762). Bột Hải Văn Vương nhiều lần phái quân tấn công biên giới Tân La. Khu vực biên giới Bột Hải và Tân La đã đổi chủ nhiều lần nhưng những tổn thất không được mô tả trong lịch sử chính thức của Tân La, chỉ ghi ngày tháng khi một đội quân Tân La được gửi lên phía bắc. Nhật Bản (đời Thiên hoàng Junnin) đã chuẩn bị một hạm đội để xâm chiếm miền nam Tân La, tuy nhiên kế hoạch không bao giờ thành hiện thực.
Sau khi nhà Đường (đời vua Đường Đại Tông) công nhận Bột Hải (đời vua Bột Hải Văn Vương) là một vương quốc vào năm 762, từ năm 762, các đoàn sứ giả Bột Hải đến Nhật Bản (đời Thiên hoàng Junnin) bắt đầu coi người cai trị Bột Hải là hậu duệ của Thiên đường, tức là Thiên tử (ý nói rằng các vua Bột Hải có địa vị ngang hàng với các hoàng đế nhà Đường). Các quan chức Nhật Bản đã chỉ trích những bức thư này, sửa đổi chúng và hạn chế các đoàn sứ giả từ Bột Hải đến Nhật Bản. Một văn bia hoàng gia và kinh Phật xác nhận danh hiệu Thiên tử cho người cai trị của Bột Hải.
Năm 764, Junnin bị cựu Thiên hoàng là Kōken phế truất. Ông sống lưu vong và qua đời ngày 10/11/765.

### Kugyō
Taishi: Fujiwara Oshikatsu
Taihō: Fujiwara Oshikatsu.
Thái Chính đại thần: Fujiwara Oshikatsu.
Tả đại thần: Fujiwara no Toyonari (藤原豊成).
Hữu đại thần: Fujiwara no Toyonari (藤原豊成)
Nội đại thần: (không chỉ định)
Đại nạp ngôn